# メイソン (護衛駆逐艦)
| USS Mason DE-529 |                                           |
| 艦歴             |                                           |
| 発注:            |                                           |
| 起工:            | 1943年10月14日                            |
| 進水:            | 1943年11月17日                            |
| 就役:            | 1944年3月20日                             |
| 退役:            | 1944年10月12日                            |
| 除籍:            | 1945年11月1日                             |
| その後:          | スクラップとして売却                      |
| 性能諸元         |                                           |
| 排水量:          | 1,140トン                                 |
| 全長:            | 289 ft 5 in                               |
| 全幅:            | 35 ft 1 in                                |
| 吃水:            | 8 ft 3 in                                 |
| 機関:            |                                           |
| 最大速:          | 21ノット                                  |
| 航続距離:        |                                           |
| 乗員:            | 士官、兵員156名                           |
| 兵装:            | 3インチ砲3基、1.1インチ砲4基、20mm機銃9基 |

メイソン (USS Mason, DE-529) は、アメリカ海軍のエヴァーツ級護衛駆逐艦の一隻。艦名はニュートン・ヘンリー・メイソンに因む。メイソンと名付けられた艦としては2隻目。

## 艦歴
メイソンは1943年10月14日マサチューセッツ州ボストン海軍工廠で起工。1943年11月17日にデヴィッド・メイソン夫人（メイソン少尉の母親）によって命名、進水し、1944年3月20日に艦長ウィリアム・M・ブラックフォード少佐の指揮下就役した。
6月14日、メイソンはヨーロッパ行きの船団を護衛してサウスカロライナ州チャールストンを出発し、7月6日にアゾレス諸島に着いた。7月26日、メイソンは北アイルランドのベルファストを出発し、8月2日にボストンに到着した。9月2日、メイソンはニューヨークに着き、9月19日にNY119船団を護衛して出港した。10月18日にファルマスに到着し、11月22日にニューヨークに戻った。12月17日、メイソンはヴァージニア州ノーフォークで第64任務部隊に加わった。2日後メイソンはヨーロッパ行きの船団に加わって出港し、1945年1月4日にジブラルタルを通過、船団護衛から離れ1月5日にオランに到着した。そこで第60.11任務群を形成した。1月7日にオランを出港したメイソンは4日後にレーダーで水上の目標を捕らえた。潜水艦だと推定されたその目標の攻撃に向かったが、それは遺棄された木造船であった。それからメイソンは修理のためバミューダ諸島へ向かい、1月19日にセントジョージズハーバーに入港した。5日後メイソンはニューヨーク海軍工廠に到着した。
2月12日、メイソンは船団に加わってノーフォークを出発し地中海へ向かい、2月27日にジブラルタル沖に到着した。メイソンは3月8日にオランを離れ、バミューダ諸島とチェサピーク湾へ向かう船団を護衛してから3月24日にニューヨークに戻った。訓練をおこなった後メイソンは4月10日に船団を護衛してノーフォークからヨーロッパへ向かった。4月28日、ジブラルタルで船団と別れた。
5月9日、東海岸へ向かう途中でヨーロッパでの戦争の終わりを知らされた。5月23日、メイソンはニューヨークに到着した。
メイソンは1945年10月12日に退役し、11月1日に除籍された。1947年3月18日にサウスカロライナ州チャールストンでスクラップとして、ニュージャージー州のトーマス・ハリスに売却された。
アーレイ・バーク級ミサイル駆逐艦のメイソン (USS Mason, DDG-87) は、本艦に乗り組んだアフリカ系アメリカ人乗組員に敬意を表して命名された。2004年の映画『Proud』は彼らの物語が描かれた。メイソンは第二次世界大戦においてアフリカ系アメリカ人が乗り組んだ2隻の艦艇の内の一隻であり、もう一隻は駆潜艇 USS PC-1264であった。